# Roemenië op de Olympische Winterspelen 1948
Tijdens de Olympische Winterspelen van 1948, die in Sankt Moritz (Zwitserland) werden gehouden, nam Roemenië voor de vierde keer deel.

## Deelnemers en resultaten

### Alpineskiën
| Olympiër        | Discipline     | Resultaat | Prestatie                                                                        |
| --------------- | -------------- | --------- | -------------------------------------------------------------------------------- |
| Mihai Bîră      | afdaling (m)   | 71e       | 3.52,3 (+57,3)                                                                   |
| Ion Coliban     | afdaling (m)   | 66e       | 3.49,2 (+54,2)                                                                   |
| Ion Coliban     | slalom (m)     | 39e       | 2.48,9 (+38,6) 1.30,1+1.18,8                                                     |
| Ion Coliban     | combinatie (m) | 41e       | 46,12 punten (+42,85) afdaling: 30,02 p (3.49,2) slalom: 16,10 p (1.36,0+1.15,4) |
| Dumitru Frățilă | afdaling (m)   | 57e       | 3.39,3 (+44,3)                                                                   |
| Dumitru Frățilă | combinatie (m) | 40e       | 45,88 punten (+42,61) afdaling: 24,61 p (3.39,3) slalom: 21,27 p (1.41,7+1.21,4) |
| Béla Imre       | slalom (m)     | 57e       | 3.37,7 (+1.27,4) 1.57,4+1.40,3                                                   |
| Vasile Ionescu  | afdaling (m)   | 74e       | 3.54,1 (+59,1)                                                                   |
| Vasile Ionescu  | combinatie (m) | 53e       | 61,48 punten (+58,21) afdaling: 32,67 p (3.54,1) slalom: 28,81 p (1.45,8+1.34,4) |
| Radu Scîrneci   | afdaling (m)   | 51e       | 3.35,0 (+40,0)                                                                   |
| Radu Scîrneci   | slalom (m)     | dq        | diskwalificatie                                                                  |
| Dumitru Sulică  | afdaling (m)   | 58e       | 3.39,4 (+44,4)                                                                   |
| Dumitru Sulică  | slalom (m)     | 38e       | 2.47,9 (+37,6) 1.27,2+1.20,7                                                     |
| Dumitru Sulică  | combinatie (m) | 42e       | 46,52 punten (+43,25) afdaling: 24,72 p (3.39,4) slalom: 21,80 p (1.41,5+1.22,8) |

Argentinië · België · Bulgarije · Canada · Chili · Denemarken · Finland · Frankrijk · Griekenland · Groot-Brittannië · Hongarije · IJsland · Italië · Joegoslavië · Libanon · Liechtenstein · Nederland · Noorwegen · Oostenrijk · Polen · Roemenië · Spanje · Tsjecho-Slowakije · Turkije · Verenigde Staten · Zuid-Korea · Zweden · Zwitserland